# 室内导航
室内导航系统是指用户置身于建筑物内，仍可借助此系统定位自身位置及建筑物内其他设施的位置，具体应用如：寻找商场内距离最近的卫生间、餐厅等。

## 发展
2011年11月30日，谷歌升级了其在Android系统下的谷歌地图应用，为美国和日本的一些主要车站、商场和机场等场所提供了室内导航功能。据称该功能使用GPS信息进行定位。
2011年12月1日，诺基亚也宣称将推出自有的利用蓝牙4.0技术的室内地图。
据2013年3月报道，苹果以约2000万美元的价格收购了移动定位服务WifiSLAM。该公司借助Wifi讯号侦测移动设备具体位置。